# جولة العالم المتألق
جولة العالم المتألق هي الحفلة الموسيقية الثالثة التي قدمتها المغنية كيتي بيري.